# Mimostedes trivittipennis
Mimostedes trivittipennis là một loài bọ cánh cứng trong họ Cerambycidae.